# Mike deGruy
Michael V. deGruy (29 de dezembro de 1951 - 4 de fevereiro de 2012) foi um documentarista americano especializado em cinematografia subaquática. Seus créditos incluem Life in the Freezer, Trials of Life, The Blue Planet e Pacific Abyss. Ele também era conhecido por contar histórias, incluindo uma palestra apaixonada no TED sobre seu amor pelo oceano na Mission Blue Voyage. Sua empresa, Film Crew Inc., especializou-se em cinematografia subaquática, filmando para a BBC, PBS, National Geographic e Discovery Channel. Suas realizações notáveis incluem mergulho sob fontes termais nos oceanos Atlântico e Pacífico. Ele foi membro de muitas expedições em alto mar e fez parte da equipe que filmou pela primeira vez a lula vampiro e o náutilo.
Mike deGruy foi atacado em 2 de abril de 1978 por um tubarão cinza de recife. Ele foi severamente mordido no antebraço direito.
O derramamento de óleo da Deepwater Horizon em 2010 o impactou e iniciou sua mudança para o ativismo ambiental.
Ele também fez parte do Deepsea Challenge, onde James Cameron foi até o fundo da Fossa das Marianas.
Em 4 de fevereiro de 2012, deGruy morreu em um acidente de helicóptero  em Jaspers Brush, perto da cidade de Berry, em Nova Gales do Sul, Austrália. O acidente também custou a vida do cineasta australiano Andrew Wight. A bióloga marinha Edith Widder dedicou à sua memória sua palestra TED de 2013 detalhando a primeira filmagem da lula gigante.
Em 2016, começou a produção de um documentário de longa-metragem sobre sua vida e obra intitulado Diving Deep: The Life and Times of Mike deGruy. O documentário foi lançado em 2020.